# Gnomibidion variabile
Gnomibidion variabile är en skalbaggsart som beskrevs av Martins och Maria Helena M. Galileo 2003. Gnomibidion variabile ingår i släktet Gnomibidion och familjen långhorningar. Inga underarter finns listade i Catalogue of Life.